# 417 v. Chr.
Portal Geschichte | Portal Biografien | Aktuelle Ereignisse | Jahreskalender | Tagesartikel

◄ |
6. Jahrhundert v. Chr. |
5. Jahrhundert v. Chr. |
4. Jahrhundert v. Chr. |
►

◄ | 430er v. Chr. | 420er v. Chr. | 410er v. Chr. | 400er v. Chr. |
390er v. Chr. |
►

◄◄ | ◄ | 420 v. Chr. | 419 v. Chr. | 418 v. Chr. | 417 v. Chr. |
416 v. Chr. |
415 v. Chr. |
414 v. Chr. |
► |
►►

## Ereignisse

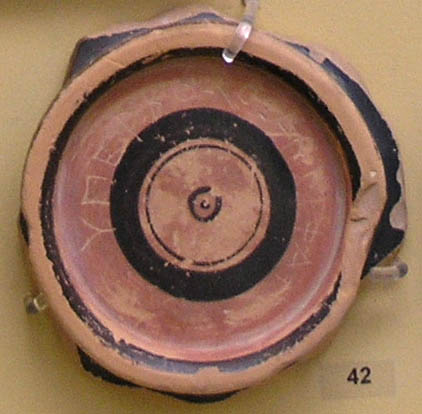
Scherbe mit dem Namen des Hyperbolos

- um 417 v. Chr.: Der Lampenhändler Hyperbolos, der mittels einer Intrige einen seiner politischen Gegner Nikias oder Alkibiades loswerden wollte, wird selbst als letztes Opfer des Scherbengerichts aus Athen verbannt.